# Magnesium-Lithium-Legierung
Magnesium-Lithium-Legierungen sind Magnesiumlegierungen, die durch Zusatz von Lithium verbesserte Eigenschaften besitzen. Insbesondere die schlechte Duktilität von reinem Magnesium und den meisten Magnesiumlegierungen wird durch die Zugabe von Lithium verbessert. Zusätzlich eignen sich Mg-Li-Legierungen hervorragend für den Leichtbau, da sehr geringe Dichten (bis zu 1,3 g/cm³) bei gleichzeitig hohen Steifigkeiten realisierbar sind. Sie sind bisher hauptsächlich in der Luft- und Raumfahrt sowie der Rüstungsindustrie zum Einsatz gekommen. Die Anwendung solcher Legierungen ist auf nicht-korrosionsgefährdete Bauteile und vergleichsweise niedrige Temperaturen (unter 100 C°) begrenzt. Die geringe Korrosionsbeständigkeit, die hohe Oxidationsneigung im schmelzflüssigen Zustand und hohe Herstellkosten verhindern noch eine breite Anwendung in Massenprodukten.
Beispiele für die Verwendung einer Magnesium-Lithium-Legierung sind:
- Die Verkleidung des Launch Vehicle Digital Computer der Saturn V.
- Verkleidungen und Strukturelemente der Agena-Oberstufe.
- Diverse Verkleidungen von Instrumenten des Gemini-Raumschiffs.
- Gyroskopgehäuse des Kontrollsystems der Minuteman-Interkontinentalrakete.[1]
- spezielles Notebook-Gehäuse[2]

## Zugabe von bis 17% Lithium
Im hexagonalen Atomgitter von Magnesium findet kristallographisches Gleiten bei Temperaturen unter 220 °C nur innerhalb der basalen Ebene statt. Hierdurch kann in diesem Temperaturbereich keine plastische Verformung mit Dehnung der Zylinderachse realisiert werden, was zu einer niedrigen Bruchdehnung führt. Durch Zulegieren von 4 Gewichtsprozent Lithium werden die prismatischen Gleitsysteme aktivierbar, durch welche ein Abgleiten an den Mantelflächen der hexagonalen Elementarzelle möglich ist. Beispielsweise zeigt die Legierung MgLi12Al3 eine zur kommerziell erhältlichen Magnesiumlegierung AM20 vergleichbare Festigkeit bei besserer Duktilität.

## Zugabe von 17 bis 30 at% Lithium
Bei Zugabe von mehr als 17 at% (Atom-Prozent) Lithiums stellt sich ein zweiphasiges Gefüge aus kubisch raumzentriertem Lithiumkristall und hexagonalem Magnesiumkristall ein.

## Zugabe von mehr als 30 at% Lithium
Bei mehr als 30 at% werden die Magnesiumatome im Lithiumgitter gelöst. Reine Mg-Li Legierungen haben aufgrund ihrer geringen Belastbarkeit keine technische Anwendung. Als zusätzliches Legierungselement wird häufig Aluminium verwendet. Beispielsweise weist die Legierung MgLi40Al3 bei moderater Festigkeit eine geringe Dichte (hohe massenbezogene Festigkeit), gute Gießbarkeit und gute Duktilität auf, und lässt sich gut spanend bearbeiten.